# L'Œil du mal
Pour plus de détails, voir Fiche technique et Distribution.
L'Œil du mal (Eagle Eye) est un thriller américain réalisé par D. J. Caruso, sorti en 2008.

## Synopsis
À la suite du décès d'Ethan son frère jumeau militaire d'élite, Jerry, un homme minable est « activé » par une intelligence artificielle, programme secret de la défense nationale. Il est accompagné par Rachel, une femme « activée » de la même manière.
Passé hors de contrôle des autorités de l’État, le système global d'intelligence artificielle, nommé Ariia et communiquant avec une voix de femme, applique rigoureusement son programme de défense nationale et décide d'éliminer tout le gouvernement qu'elle juge malfaisant pour la Nation. Ethan Shaw, avant d'être éliminé par Ariia, avait bloqué l’exécution du programme et Ariia a besoin des caractéristiques biométriques de Jerry, son jumeau, pour lever le blocage. Pour cela elle va, grâce aux fonctions de contrôle numérique global qui sont centralisées, faire venir Jerry et Rachel, qui ne comprennent pas ce qui leur arrive, jusqu'au cœur du système alors qu'ils sont poursuivis par le F.B.I.
Le blocage d'Ariia est levé ensuite et l'intelligence artificielle peut alors rouvrir son Opération Guillotine dont l'objectif est de faire supprimer le Président et son cabinet, jugés malfaisants pour le pays, à la suite d'une précédente attaque erronée de drone au Pakistan lors de funérailles de musulmans ayant entraîné de nombreuses représailles anti-américaines. Le gouvernement est venu écouter un concert d'enfants dont la dernière note doit être joué par Sam, le fils de Rachel. Celle-ci possède à son cou le cristal d'un nouvel explosif hyper-puissant. Ce cristal doit éclater ensuite sur la fréquence sonique de cette dernière note. Jerry qui est au courant et veut sauver Rachel et son fils avant qu'il ne joue de sa trompette, tire en l'air. Le concert s'arrête car une alerte  terroriste est alors déclenchée. Sam et Rachel sont sauvés. Ariia reste bloquée car son dernier programme n'a pas fonctionné. L'intelligence artificielle est finalement détruite par un énorme court-circuit produit par Rachel. Arria, l'intelligence artificielle qui voulait diriger le pays, est ensuite démantelée par la CIA puis le gouvernement.

## Fiche technique
Sauf indication contraire, les informations mentionnées dans cette section peuvent être confirmées par les bases de données cinématographiques IMDb et Allociné,  présentes dans la section « Liens externes ».
- Titre original : Eagle Eye
- Titre français: L'Œil du mal
- Réalisation : D. J. Caruso
- Scénario : John Glenn, Dan McDermott, Hillary Seitz et Travis Wright, d'après une histoire de Dan McDermott
- Musique : Brian Tyler
- Direction artistique : Marc Fisichella, Sean Haworth, Kevin Kavanaugh et Naaman Marshall
- Décors : Thomas E. Sanders
- Costumes : Marie-Sylvie Deveau
- Photographie : Dariusz Wolski
- Son : Karen Baker Landers, Bob Beemer, Per Hallberg, Michael Minkler, David Young
- Montage : Jim Page
- Effets spéciaux : Jim Rygiel, Jim Berney, Crys Forsyth-Smith, David Alexander Smith
- Production : Patrick Crowley, Alex Kurtzman et Roberto Orci
  - Production déléguée : Edward L. McDonnell et Steven Spielberg
  - Production associée : James M. Freitag et Rizelle Mendoza
  - Coproduction : Peter Chiarelli
- Sociétés de production : 
  - États-Unis : K/O Paper Products, en association avec Goldcrest Pictures, présenté par Dreamworks Pictures
  - Allemagne : en association avec KMP Film Invest
- Sociétés de distribution : Dreamworks Pictures (États-Unis) ; Paramount Pictures (France, Québec) ; Universal Pictures International (Belgique, Suisse romande)[1]
- Budget : 80 millions USD[2],[3]
- Pays de production :  États-Unis[4],[N 1]
- Langue originale : anglais
- Format : couleur (DeLuxe) — 35 mm — 2,39:1 (Panavision) — son SDDS / Dolby Digital / DTS
- Format (IMAX version) : couleur (DeLuxe) — 70 mm / D-Cinema — 2,39:1 (Panavision) — son Sonics-DDP (IMAX version)
- Genre : action, thriller
- Durée : 118 minutes
- Dates de sortie[5] :
  - États-Unis : 19 septembre 2008 (Austin Fantastic Fest) ; 26 septembre 2008 (sortie nationale)
  - Québec : 26 septembre 2008[6]
  - Belgique, Suisse romande : 1er octobre 2008[7],[8]
  - Allemagne : 9 octobre 2008
  - France : 24 décembre 2008[9]
- Classification[10] :
  - États-Unis : accord parental recommandé, film déconseillé aux moins de 13 ans (PG-13 - Parents Strongly Cautioned)[N 2]
  - Allemagne : interdit aux moins de 12 ans (FSK 12)
  - France : tous publics[11]
  - Belgique : tous publics (Alle Leeftijden)[7]
  - Suisse romande : interdit aux moins de 12 ans[12]
  - Québec : tous publics - déconseillé aux jeunes enfants (G - General Rating)[6]

## Distribution
- Shia LaBeouf (VF : Franck Lorrain) : Jerry Shaw / Ethan Shaw
- Michelle Monaghan (VF : Ingrid Donnadieu) : Rachel Holloman
- Rosario Dawson (VF : Géraldine Asselin) : Zoe Perez, membre de l'Office d'enquêtes spéciales de l'US Air Force[13].
- Billy Bob Thornton (VF : Féodor Atkine) : Thomas Morgan, le chef de la cellule anti-terroriste du FBI[14].
- Ethan Embry (VF : Bruno Guillon) : Toby Grant, collègue de Thomas Morgan qui l'aidera dans l'enquête terroriste[15].
- Julianne Moore (VF : Cyrielle Clair) : la voix du super ordinateur ARIIA
- William Sadler (VF : Georges Claisse) : William Shaw, le père de Jerry
- Eric Christian Olsen (VF : Axel Kiener) : Craig, l'ex-mari de Rachel
- Cameron Boyce (VF : Valentin Maupin) : Sam Holloman, le fils de Rachel
- Michael Chiklis (VF : Patrick Floersheim) : George Callister, le secrétaire à la défense
- Madylin Sweeten : Becky
- Anthony Mackie (VF : Emmanuel Garijo) : Major Bowman, un soldat assigné à contrôler un super ordinateur
- Jerry Ferrara (VF : Tony Marot) : un ami de Jerry Shaw (non crédité au générique de fin)
- Angelina Lyubomirova : Cliente de l'ATM
- Stacey Scowley : Barmaid
- Anthony Azizi : Turan
- Madison Mason (VF : Gérard Rinaldi) : Le président
- Charles Carroll (VF : Jean-Claude Sachot) : M. Miller
- Gary Houston : Médecin légiste
- Jay Disney : Propriétaire de la Mercedes
- Tommy Bartlett : Le conducteur du train
- Lorenzo Eduardo : Kwame
- Michael Bretten : Le voyageur contrarié à l'aéroport
- Jor'don Hodges : Passager du train
- Michael Maize : Sergent en chef
- Jeff Albertson : Officier de police de Chicago
- Don Kress : Homme d'affaires
- Fahim Fazli : Al Kohei
- Eiko Nijo : Guide japonaise
- Kent Shocknek : Présentateur du journal télévisé
- Manny Perry : Transporteur de la Brinks
- Dariush Kashani : Sergent Rourke
- Tony Flores : Chef de l'équipe SWAT
- James Huang : Officier de l'armée Intel
- Lu Johnson : Le sénateur
- Neil Ironfield : Enfant invité à la fête
- Ali Olomi : Combattant
- Peggy Roeder : Médecin légiste
- Jarod Einsohn : Technicien
- Joseph Mazurk : Avocat à l'ATM
- Sean Kinney : Chef de l'équipe JTAC
- David Hill : Le président de l'administration
- McKay Stewart : Pilote du F-16
- Brad Newman : Agent du FBI
- Peter James : Officier Gaither
- G. Larry Butler : Senateur Stanthon
- Michael Daniel Cassady : Membre du personnel de la Maison-Blanche
- Dean Cudworth : Agent de police du Capitole
- Andrew Rowe : Agent de police du Capitole
- Steve Barrons : Membre de l'équipe du JTAC

Source doublage VF : Voxofilm et Carton du Doublage Français

## Production

### Genèse et développement
L'histoire a été créée au début de l'année 1996, Caruso dit que le film réalisé 12 ans plus tard va avec l'air du temps, « la technologie avait enfin rattrapé l'art de raconter. Tout le monde a maintenant un BlackBerry ou un iPhone à la ceinture, et nous pensons que nous pouvons être constamment traqués. C'est moins de science-fiction qu'au moment où Steven (Spielberg) l'a conçu." 
D. J. Caruso a voulu amener une sensibilité granuleuse et des années 1970 au film. En conséquence, une scène-clé de poursuite sur une chaîne d'emballage avec des convoyeurs a été tournée sans l'usage d'images numériques. « C'était comme des toboggans et comme des échelles pour les adultes. C'était assez dangereux, et très amusant puisqu'en filmant la scène, Monaghan a souffert d'une marque après qu'un câble l'ait frappé au cou et Caruso s'est cogné la tête sur un boulon dépassant, ce qui a exigé des points de suture.

### Scénario
Le scénariste Dan McDermott a écrit le scénario original de l'Œil du mal d'après une idée de Steven Spielberg. Le studio DreamWorks a alors acheté le manuscrit de McDermott et la série de projet potentiellement dirigé par Spielberg.
Le scénario de McDermott fut récrit par les scénaristes John Glenn, Travis Wright et Hillary Seitz pendant la préparation de la production.

### Attribution des rôles
Au mois de juin 2007, l'acteur Shia LaBeouf, qui a joué dans le dernier Indiana Jones de Steven Spielberg et dans le film Paranoïak réalisé par D. J. Caruso en 2007, dont Spielberg était déjà le producteur exécutif, fut choisi pour jouer le rôle principal dans l'Œil du mal.

### Préproduction
Steven Spielberg, extrêmement occupé par Indiana Jones et le Royaume du Crâne de Cristal, a abandonné le projet au profit du réalisateur D. J. Caruso, qui a dirigé en 1996 la série télévisée Haute Tension (High Incident) dont Spielberg était producteur exécutif. D. J. Caruso devenant le réalisateur du film, Spielberg restant producteur exécutif.

### Tournage
Le tournage a commencé le 6 novembre 2007 et s'est terminé en février 2008. Les effets spéciaux du film ont été créés par Sony Pictures Imageworks.

### Musique
La musique de L’Œil du mal a été écrite par le compositeur Brian Tyler, qui a enregistré la bande originale avec un ensemble de 88 musiciens du Hollywood Studio Symphony au studio d'enregistrement Sony. La bande originale a été commercialisée sur iTunes le 25 septembre 2008, puis en format CD le 30 septembre.

## Accueil

### Box office
Lors de sa sortie, le film récolta un peu plus de 29 millions de dollars, se classant à la première place du box office américain. Au 3 octobre 2008, le film engrangeait déjà 46,9 millions de dollars dans le monde dont 42,4 millions de dollars rien qu'aux États-Unis et au Canada.

## Distinctions

### Récompenses
- California on Location Awards 2008 : meilleure équipe locale de l'année pour Ted Alvarez, Casey Boynton, Robert Earl Craft, Scott Dewees, Brian Dittmar, Paul Caleb Duffy, Tyler Elliott, Kai Ephron, Peter Gluck, Ronald M. Haynes, Catherine Kagan, Jason Kaplon, Brigette Pope, Daniel Rosenthal, Leif Tilden, Clay Valenti, Craig W. van Gundy et Nancy Wong
- ASCAP Film and Television Music Awards 2009 : meilleur compositeur d'un blockbuster pour Brian Tyler[25]

### Nominations
- Academy of Science Fiction, Fantasy and Horror Films - Saturn Awards 2009 : meilleur film de science-fiction
- BET Awards 2009 : meilleure actrice pour Rosario Dawson
- Empire Awards 2009 : meilleur thriller
- Motion Picture Sound Editors 2009 : meilleur montage son dans un long métrage - effets sonores et bruitages pour Christopher Assells, John T. Cucci, Dino Dimuro, Albert Gasser, Hector C. Gika, Per Hallberg, Dan Hegeman, Craig S. Jaeger, Karen Baker Landers, Glenn T. Morgan, Dan O'Connell, Peter Staubli et Bruce Tanis
- MTV Movie & TV Awards 2009 : meilleure performance masculine pour Shia LaBeouf
- People's Choice Awards 2009 : film dramatique de l'année
- Society of Camera Operators 2009 : caméraman de l'année pour Martin Schaer
- Visual Effects Society Awards 2009 : meilleurs effets visuels secondaires dans un long métrage pour Jim Berney, Crys Forsyth-Smith, Jim Rygiel et David Alexander Smith

## Exploitation

### Éditions en vidéo
- En France, le film L'Œil du mal est sorti en DVD et Blu-ray le 24 juin 2009[26],[27]. Par la suite, le film est sorti en VOD le 15 octobre 2017[9].
- Au Québec, le film est sorti en DVD le 30 décembre 2008[6].

### Jeu de téléphone portable
Un jeu basé sur le film pour téléphone portable a été développé et publié par les jeux Magmic. Il a été réalisé pour Blackberry et Windows mobile avant le lancement du film au début de septembre 2008,.